# Димитри Пајет
Димитри Пајет (фр. Dimitri Payet; Сен Пјер, 29. март 1987) јесте француски фудбалер.
Пајет је рођен на француском острву Реиниону у Индијском океану, где је почео фудбалску каријеру у локалним клубовима. 1999. се сели у европски део Француске и прикључује се Авру, у коме проводи четири године пре него што се поново враћа на Реинион на коме две године игра за локални клуб Ексцелсиор. 2005. се прикључује Нанту, а након успешне сезоне 2006/07 прелази у Сент Етјен са којим потписује уговор на четири сезоне.